# 56P/Slaughter-Burnham
La cometa Slaughter-Burnham, formalmente 56P/Slaughter-Burnham, è una cometa periodica appartenente alla famiglia delle comete gioviane. La cometa è stata scoperta dagli astronomi statunitensi Charles D. Slaughter e Robert Burnham, Jr. che hanno scoperto anche la quasi omonima cometa non periodica C/1958 R1 Burnham-Slaughter.